# 松下怜央
松下 怜央（まつした れお、2001年1月31日 - ）は、ジャパンラグビーリーグワンクボタスピアーズ船橋・東京ベイに所属するラグビー選手。

## プロフィール
- 神奈川県横浜市出身[1]。
- ポジションはウィング(WTB)、センター(CTB)。
- 身長 183 cm、体重 93 kg
- U17日本代表に選ばれたことがある[2]。

## 来歴
中学1年生からラグビーを始めた。
2019年、関東学院六浦高校卒業後、早稲田大学に入る。
2023年1月、アーリーエントリーでクボタスピアーズ船橋・東京ベイに加入。同年3月、早稲田大学卒業。
2025年4月6日に行われたJAPAN RUGBY LEAGUE ONE第14節カンファレンスBブラックラムズ東京戦にて途中出場でリーグワン公式戦初出場を果たして、デビュー戦でトライをあげた。